# Anonyx makarovi
Anonyx makarovi är en kräftdjursart som beskrevs av Gurjanova 1962. Anonyx makarovi ingår i släktet Anonyx och familjen Uristidae. Inga underarter finns listade i Catalogue of Life.